# Терци, Амедео
Амедео Джон Энгель Терци (англ. Amedeo John Engel Terzi; 1872, Палермо, Сицилия — 1956) — английский художник, иллюстратор,
энтомолог итальянского происхождения.

## Биография
Родился в сицилийской семье, известной в живописи и графике. Отец Андреа Терзи, живописец и литограф. Брат, Алеардо Терци, известный книжный иллюстратор и художник-плакатист.
Амедео, как и его брат, не имел специального художественного образования. Ещё в молодости самостоятельно изучал рисунок и живопись, затем в Англии обучался энтомологии, зоологии и медицине.
Летом 1900 года под руководством доктора Луиджи У. Самбона и его помощника доетора Джорджа С. Лоу принял участие в исследовании причин возникновения малярии в Остии, близ Рима, которые инициировало министерство английских колоний и лондонская школа тропической медицины. Рисунки и иллюстрации, сделанные А. Терци за 5 месяцев пребывания в малярийных болотах Кастель Фусано (Остия) были отправлены известному шотландскому врачу Патрику Мансону, считающемуся «отцом» современной паразитологии и тропической медицины. Тот пригласил А. Терци в Лондон на должность научного художника школы тропической медицины, где проработал год. В сентябре 1902 года он был приглашён в Музей естественной истории в Лондоне. С того времени он иллюстрировал многие работы, статьи и книги, опубликованный Музеем, а также различными научными и медицинскими институтами за пределами Музея и за пределами Великобритании.
Создал целый ряд зоологических иллюстраций, в основном, из паразитических насекомых, в частности, Diptera. По оценкам специалистов, в течение своей карьеры он выполнил 37 000 рисунков в 55 книгах и более чем 500 других публикациях.
В 1911 году был награждён Золотой медалью и диплом на Туринской выставке за свои научные и медицинские работы. Экспонировал рисунки и восковые модели насекомых и других на Всемирной выставке 1913 года в Генте (Бельгия), выставках в Уэмбли (Лондон) в 1924 и 1925 гг., Антверпене в 1930 г., Буэнос-Айресе и Дрездене (Германия) в 1931 году, а также в Королевском энтомологическом обществе Лондона в 1933 году.